# Betar
Betar, sítio histórico próximo à moderna Battir (sudoeste de Jerusalém), foi a última fortaleza defendida pelos judeus, liderados por Simão Barcoquebas, na terceira revolta judaica contra o Império Romano (Revolta de Barcoquebas), ocorrida de 132 a 135.
Após a reconquista de Jerusalém, pelos romanos, Barcoquebas e seus comandados refugiaram-se na fortaleza de Betar onde, apesar de alguns sucessos iniciais, a luta mostrou-se desfavorável para os judeus. Afinal, a fortaleza foi tomada e os soldados romanos massacraram os que lá encontraram.
O Talmud conta, de uma forma alegórica, a destruição da cidade:
- Pois eles [os habitantes de Betar] tinham um costume: quando nascia um menino, plantavam um cedro, e quando nascia uma menina uma acácia, as árvores eram cortadas e a madeira utilizada para fazer a canópia nupcial. Um dia a filha de César estava passando e o raio da roda de sua carruagem quebrou. Seus servos cortaram um cedro e colocaram-no para arrumar a carruagem. Os habitantes de Betar os atacaram, e os servos foram falar com César. "Os judeus estão se rebelando contra o imperador." Os romanos os atacaram e destruíram a cidade.[1]